# Liste der Baudenkmale in Oldenburg (Oldb) – Schloßplatz
In der Liste der Baudenkmale in Oldenburg (Oldb) – Schloßplatz stehen alle Baudenkmale des Schloßplatz in Oldenburg (Oldb). Der Stand der Liste ist das Jahr 2022.

## Allgemein
In den Spalten befinden sich folgende Informationen:
- Lage: die Adresse des Baudenkmales und die geographischen Koordinaten. Kartenansicht, um Koordinaten zu setzen. In der Kartenansicht sind Baudenkmale ohne Koordinaten mit einem roten Marker dargestellt und können in der Karte gesetzt werden. Baudenkmale ohne Bild sind mit einem blauen Marker gekennzeichnet, Baudenkmale mit Bild mit einem grünen Marker.
- Bezeichnung: Bezeichnung des Baudenkmales
- Beschreibung: die Beschreibung des Baudenkmales. Unter § 3 Abs. 2 NDSchG werden Einzeldenkmale und unter § 3 Abs. 3 NDSchG Gruppen baulicher Anlagen und deren Bestandteile ausgewiesen.
- ID: die Objekt-ID des Baudenkmales
- Bild: ein Bild des Baudenkmales, ggf. zusätzlich mit einem Link zu weiteren Fotos des Baudenkmals im Medienarchiv Wikimedia Commons. Wenn man auf das Kamerasymbol klickt, können Fotos zu Baudenkmalen aus dieser Liste hochgeladen werden:

Zurück zur Hauptliste
| Lage                                           | Bezeichnung                    | Beschreibung | ID       | Bild           |
| ---------------------------------------------- | ------------------------------ | --- | -------- | -------------- |
| Schloßplatz 53° 8′ 17″ N, 8° 13′ 0″ O          | Bärengruppe                    | Bronze-Bärengruppe des Bremer Bildhauers Paul Halbhuber, 1965. | 39038462 | BW             |
| Schloßplatz 53° 8′ 15″ N, 8° 12′ 57″ O         | Denkmal                        | Auf einem mit Festons verziertem Sockel ruhende Steinvase aus der Zeit der klassizistischen Gestaltung des Schloßplatzes. Ursprünglich westlich des Regierungsgebäudes, später an der Südspitze des Platzes versetzt. | 37418612 | BW             |
| Schloßplatz 53° 8′ 17″ N, 8° 12′ 55″ O         | Peter-Friedrich-Ludwig-Denkmal | Bronzestandbild von Herzog Peter Friedrich Ludwig. 1893 auf dem Schloßplatz enthüllt, Neuaufstellung 1968 vor dem ehem. Regierungsgebäude (ohne ursprünglichen Unterbau und Einfriedung). Bildhauer Karl Gundelach (Hannover) | 37422579 | BW             |
| Schloßplatz 1 53° 8′ 16″ N, 8° 13′ 0″ O        | Schloss Oldenburg              | Im Süden der Altstadt, von Parade- und Schlosswall umgebenes dreiflügeliges, dreigeschossiges Schloss, zur Adelsresidenz im Stil der Renaissance unter Graf Anton Günther ausgebaut ab 1607. Unregelmäßig ausgebildete Anlage mit verkürztem Ostflügel, versiegeltem, schlicht gestalteten Innenhof, dieser geöffnet in südlicher Richtung. Eingezogener Turm auf rundem Grundriss als Abschluss des in der Straßenflucht verlaufenden abgeschrägten Gebäudeflügels. Unmittelbar neben der Nordwestecke des Schlosses als Hauptaugenmerk der straßenseitigen Fassade der sechsgeschossige, quadratische Turm mit geschweifter Haube und Laterne, ähnlich der Welschen Haube. An der Westfassade der Hauptansicht reich gestaltetes Portal mit mehrgeschossigen Pilastern, Dekor und kleinen Austritten (nach Art eines französischen Balkons), in seinen Geschossen gestaffelt, von Westen erschlossen. Torhaus mit Durchfahrt in den Innenhof als Verbindungsbau zwischen dem niedrigeren, abgerückten Ostflügel und dem Nordflügel. Fassaden im Stil der Renaissance, hell geputzt und streng durch gleichmäßige, teils kleinteilige Rechteckfenster symmetrisch gegliedert. Bauphasen verschiedener Epochen deutlich ablesbar, darunter Merkmale des Klassizismus und des Historismus (Neorenaissance). Gebäudeecken durch ornamentierte Bossenquader betont, weiterer Dekor, darunter Masken und Hermenpilaster an der Hauptfassade. Zahlreiche kleine, regelmäßig nebeneinander aufgereihte Gauben durchbrechen das Mansarddach zumeist straßenseitig. Im Osten ehemaliger Wirtschaftshof mit zwei Remisen. | 37456068 | Weitere Bilder |
| Schloßplatz 1 53° 8′ 15″ N, 8° 13′ 2″ O        | Grünanlage                     | Südöstlich des Schlosses Oldenburg gelegene Grünfläche, im Norden unmittelbar an das Oldenburger Schloss und den Innenhof angrenzend, im Südosten von dem Paradewall an der Mühlenhunte begrenzt. Weite Rasenfläche mit teils altem Baumbestand, einer kleinen Wasserfläche und zwei ausgestellten Kanonen aus dem Landesmuseum (Schloss Oldenburg). | 40230068 | BW             |
| Schloßplatz 8 53° 8′ 18″ N, 8° 12′ 56″ O       | Neue Wache (Schlosswache)      | Zweigeschossiger quergelagerter fünfachsiger Putzbau mit Säulenportikus unter flachem Walmdach. Portikus mit vier das Gebälk tragenden dorischen Kolossalsäulen und Giebelfeld, darin Trophäenrelief von Franz Anton Högl. Dahinter zurückgesetzte Loggia mit drei Rundbogentüren. Übriger Bau fast ungegliedert: Erdgeschossfenster mit Quaderrahmung, durch zwei Fasen angedeuteter Architrav. 1839 als Ersatzbau für ein älteres Wachlokal errichtet, Architekt Heinrich Strack. Ursprünglich Solitärbau, 1960–1961 rückwärtig mit dem Neubau der Landeszentralbank Oldenburg verbunden. | 37456092 |                |
| Schloßplatz 10 53° 8′ 17″ N, 8° 12′ 54″ O      | Altes Ministerialgebäude       | Gebäudekomplex am westlichen Rand des Schlossplatzes, bestehend aus dem ehem. Regierungsgebäude, das 1817/18 nach Plänen von Carl Heinrich Slevogt über den Grundmauern des Ballhauses von 1605 errichtet wurde, und dem ehem. Konsistorialgebäude, von Heinrich Strack entworfen. Nachträglicher Verbindungsbau zwischen den beiden zweigeschossigen Gebäuden unter flachen Walmdächern. Gliederung durch umlaufende Gurt- und Sohlbankgesims. | 37422532 | BW             |
| Schloßplatz 12 53° 8′ 16″ N, 8° 12′ 52″ O      | Wohn-/ Geschäftshaus           | Fachwerkbau aus der zweiten Hälfte des 18. Jahrhunderts, neobarocke Fassade von 1926. | 37447154 |                |
| Schloßplatz 13 53° 8′ 16″ N, 8° 12′ 52″ O      | Wohn-/ Geschäftshaus           | Fachwerkbau, im Kern aus der zweiten Hälfte des 18. Jahrhunderts, Umbau um 1812. Bauzeitliche Eingangstür mit Oberlicht erhalten. | 37447176 |                |
| Schloßplatz 14 53° 8′ 16″ N, 8° 12′ 53″ O      | Wohn-/ Geschäftshaus           | Dreigeschossiger giebelständiger Putzbau mit ursprünglich mittigem, von gusseisernen Säulen flankiertem Eingang (rechte Säule entfernt). Erbaut 1868 von dem Architekten Carl Friedrich Spieske. Ladeneinbau 1911 (verändert). | 37447198 |                |
| Schloßplatz 15 53° 8′ 16″ N, 8° 12′ 53″ O      | Wohn-/ Geschäftshaus           | Zweigeschossiger, schmaler Bau unter giebelständigem Krüppelwalmdach. In der zweiten Hälfte des 18. Jahrhunderts errichtet, um 1810 umgebaut. | 37447220 |                |
| Schloßplatz 16 53° 8′ 16″ N, 8° 12′ 54″ O      | Schlaues Haus                  | Zweigeschossiger, verputzter Fachwerkbau unter giebelständigem Krüppelwalmdach. Angeblich ältestes Haus der Stadt Oldenburg (1592 Dendrodatierung) Fachwerkkonstruktion vollständig erhalten, im Klassizismus überformt. Linker Vorbau von 1860 (wohl Werkstatt/Ladenlokal) | 37447243 | BW             |
| Schloßplatz 17 53° 8′ 16″ N, 8° 12′ 54″ O      | Wohn-/ Geschäftshaus           | In der zweiten Hälfte des 18. Jahrhunderts errichteter zweigeschossiger Putzbau unter giebelständigem Satteldach. 1961 Umbau Erdgeschosszone. | 37447265 | BW             |
| Schloßplatz 18 / 19 53° 8′ 15″ N, 8° 12′ 54″ O | Wohn-/ Geschäftshaus           | 1831 über zwei Parzellen errichteter zweigeschossiger Putzbau unter giebelständigem Satteldach. Umbauten in den 1950er und 60er Jahren. | 37447288 | BW             |
| Schloßplatz 20 53° 8′ 15″ N, 8° 12′ 55″ O      | Wohn-/ Geschäftshaus           | 1876 errichteter zweigeschossiger Putzbau von drei Achsen unter Walmdach. In den 1920 Jahren Umbau der Ladenzone. | 37447337 | BW             |
| Schloßplatz 21 / 22 53° 8′ 15″ N, 8° 12′ 55″ O | Wohn-/ Geschäftshaus           | Zweigeschossiger, verputzter Massivbau unter Walmdach. Fünfachsige Fassade ursprünglich mit fünf Rundbogenöffnungen, die drei mittleren 1949 zu einem Schaufenster zusammengefasst. Fassadendekor aus Gesimse, horizontale Fensterverdachungen und Kranzgesims. | 37447360 |                |
| Schloßplatz 23 53° 8′ 15″ N, 8° 12′ 56″ O      | Wohn-/ Geschäftshaus           | 1870 errichteter zweigeschossiger Massivbau unter Walmdach. Dreichachsiges Zwerchhaus mit Rundbogenfenstern und Dreiecksgiebel. Fassade mit mittigen von Atlanten gestützten Balkon. Gliederung durch profilierte Gesimse. 1908 Umbau der Ladenzone. | 37447405 | BW             |
| Schloßplatz 24 53° 8′ 15″ N, 8° 12′ 56″ O      | Wohn-/ Geschäftshaus           | 1888 von Maurermeister Johann Heinrich Brandes errichteter dreigeschossiger Massivbau unter Walmdach mit mittigem Zwerchhaus. Die beiden äußeren der insgesamt 7 Fensterachsen leicht vorgezogen, hier pilastergerahmte Zwillingsfenster. Erdgeschoss mit Dreiecksgiebel - verdachungen, im Obergeschoss gesprengte Segmentgiebel. Ladenzone nachträglich verändert. | 37447428 |                |
| Schloßplatz 25 / 26 53° 8′ 14″ N, 8° 12′ 57″ O | Verwaltungsgebäude             | Viergeschossiges Bürogebäude an der Einmündung Schloßplatz/Schloßwall. Erbaut 1965/67 als Filialdirektion der DKV, 1973 erweitert (nach Abbruch des Altbaus Nr. 25). Arch.: R. Fritsch (OL) | 37424321 | BW             |